# Oberamt Creußen
Das Oberamt Creußen war eines von den 13 Verwaltungsgebieten des Fürstentums Bayreuth mit Sitz in Creußen.

## Lage
Das Oberamt Creußen grenzte im Norden an die Amtshauptmannschaft Bayreuth, im Süden an die nürnbergischen Pflegämter Betzenstein und Velden, im Westen an das bambergische Obervogtamt Pottenstein und im Osten an das oberpfälzische Klosterverwalteramt Michelfeld.

## Geschichte
Schon zur Zeit der Nürnberger Burggrafen gab es das Burggrafenamt Creußen. Unter den Markgrafen war es Teil der Amtshauptmannschaft Bayreuth. 1680 wurde das Oberamt Creußen eingerichtet. 1766 wurde das Oberamt Osternohe eingegliedert, 1780 das Oberamt Pegnitz.
Gegen Ende des 18. Jahrhunderts umfasste das Oberamt Creußen die Ämter Creußen, Lindenhardt, Osternohe, Pegnitz, Plech und Schnabelwaid.
Ab 1791/92 wurde das Fürstentum Bayreuth von dem preußischen Staat als Ansbach-Bayreuth verwaltet. Damit ging das Oberamt Creußen in dem Bayreuther Kreis auf.

## Struktur

### Kasten- und Stadtvogteiamt Creußen
Das Kasten- und Stadtvogteiamt Creußen übte die Vogtei über sämtliche Orte des Oberamtes Creußen aus. Es hatte die grundherrlichen Ansprüche in folgenden Orten:
Altencreußen, Amosmühle, Altenkünsberg, Bieberswöhr, Birk, Bittelshof, Brennersfeld, Breußling, Bühl, Creußen, Dorschendorf, Eichen, Eichhammer, Eimersmühle, Einziger Hof, Engelmannsreuth, Fickmühle, Frankenberg, Funkendorf, Gößmannsreuth, Großkorbis, Großweiglareuth, Haaghaus, Haidhof, Hammermühle, Hochhaus, Kleinweiglareuth, Lankenreuth, Losau, Neueben, Neuenreuth, Neuhof, Oberschwarzach, Ottmannsreuth, Prebitz, Rohrmühle, Ruspen, Sägmühle, Schlehemühle, Schwürz, Seidelmühle, Seidwitz, Stockmühle, Strohmühle, Tiefenthal, Unterölschnitz, Unterschwarzach, Voita, Wolfsbach.

### Amt Osternohe
Das Amt Osternohe verwaltete die grundherrlichen Ansprüche folgender Orte:
Algersdorf, Altensittenbach, Bondorf, Entmersberg, Germersberg, Haidling, Hohenstadt, Kreuzbühl, Laitsing, Obermühle, Osternohe, Reckenberg, Reingrub, Schloßberg, Speikern, Steinensittenbach, Vorderer Viehberg und Waizmannsdorf.

### Amt Pegnitz
Kastenamt Pegnitz
Das Kastenamt Pegnitz verwaltete die grundherrlichen Ansprüche folgender Orte:
Bronn, Buchau, Haidmühle, Hainbronn, Kaltenthal, Körbeldorf, Lobensteig, Lüglas, Nemschenreuth, Neudorf, Neuhof, Oberhöhlmühle, Ottenhof, Pegnitz, Rosenhof, Scharthammer, Schönfeld, Steckenbühl, Stemmenreuth, Troschenreuth, Unterhöhlmühle, Weidig, Willenberg, Willenreuth und Zips.
Verwalteramt Lindenhardt
Das Verwalteramt Lindenhardt gehörte zum Amt Pegnitz und verwaltete die grundherrlichen Ansprüche folgender Orte:
Gebhardsmoos, Gößmannsreuth, Heinrichslohe, Hemmerles, Hörlasreuth, Kotzenhammer, Lankenreuth, Lindenhardt, Lehm, Ober- und Unterleups, Reif, Vestenmühle und Wolfslohe.

### Amt Schnabelwaid
Die Burggrafschaft Nürnberg und in deren Nachfolge Brandenburg-Kulmbach waren die Lehnsherren von Schnabelwaid. Belehnt wurden damit die Herren von Künsberg, die später ihre Ansprüche wieder an die Markgrafen verkauften. Seitdem war Schnabelwaid ein Verwalteramt.
Verwalteramt Schnabelwaid
Das Verwalteramt Schnabelwaid verwaltete die grundherrlichen Ansprüche folgender Orte:
Dammühle, Schnabelwaid.
Verwalteramt Plech
Das Verwalteramt Plech gehörte zum Amt Schnabelwaid und verwaltete die grundherrlichen Ansprüche folgender Orte:
Illafeld, Mosenberg, Plech, Riegelstein, Schroth, Spies, Strüthof und Viehhofen.